# Авигея
Авигея (на иврит: אֲבִיגַיִל) е царица на Израил и Юдея, една от съпругите на цар Давид.
Според Стария завет тя спасява съпруга си, след като той си навлича гнева на Давид, отказвайки да му даде храна при планината Кармел.[1Цар. 25:3 – 37] Малко след това съпругът на Авигея умира и тя става трета съпруга на Давид, като му ражда неговия втори син Далуя.[2Цар. 3:3]